# Bandera del Estado de Yucatán
La bandera del estado de Yucatán, también conocida como bandera de Yucatán o bandera yucateca, es un objeto histórico de lo que pretendió ser la República de Yucatán, cuando a mediados del siglo XIX esta fue proclamada pero no constituida en el territorio de la península yucateca, integrada por los actuales estados de Yucatán, Campeche y Quintana Roo. La bandera tuvo entonces una historia efímera.
El 20 de junio de 2024 por decreto del Congreso del Estado de Yucatán la bandera ha sido reconocida y adoptada como bandera oficial del estado de Yucatán, a través de la Ley del Escudo, la Bandera y el Himno del Estado de Yucatán, siendo esta última publicada en el Diario Oficial del Gobierno del Estado de Yucatán el 12 de agosto de 2024, e iniciando su vigencia el día siguiente. 

## Descripción
La "bandera de Yucatán" tiene un campo verde con cinco estrellas y a su lado derecho, a partir del mástil, tres franjas horizontales, en blanco y rojo.

### Colores
Las tonalidades oficiales son, de conformidad con el artículo 9 de la Ley del Escudo, la Bandera y el Himno del Estado de Yucatán, las siguientes:
| Sistema de color | Verde | Verde       | Blanco | Blanco      | Rojo | Rojo       |
| ---------------- | ----- | ----------- | ------ | ----------- | ---- | ---------- |
| RGB              |       | 0-104-71    |        | 255-255-255 |      | 206-17-38  |
| CMYK             |       | 100-0-32-59 |        | 0-0-0-0-0   |      | 0-92-82-19 |
| RGB Hex.         |       | 006847      |        | FFFFFF      |      | CE1126     |

### Significado
Los colores de la Bandera del Estado de Yucatán referencian a los del lábaro patrio nacional, y aluden al Estado como parte de la Nación Mexicana. Los colores son exactamente los mismos que los colores de la Bandera de México.
Sin embargo, el significado de los colores no son los mismos. Conforme a la Ley del Escudo, la Bandera y el Himno del Estado de Yucatán, el color verde representa al pueblo maya, pues la palabra maya para dicho color –ya’ax– se halla en el término con que se nombra a la ceiba -ya’axche’–, árbol del que, según su mitología, desciende el pueblo maya.
Las cinco estrellas blancas, que antes simbolizaban los departamentos en los que se dividió Yucatán durante su periodo independiente (Mérida, Izamal, Valladolid, Tekax y Campeche), simbolizan los principales ideales por los que han pugnado a lo largo de la historia los hombres y las mujeres del estado de Yucatán: libertad, igualdad, identidad, paz y progreso.
La franja blanca y las franjas rojas representan tres etapas históricas del estado: la época prehispánica, la colonia y el periodo independiente, periodos en los que muchos hombres y mujeres trabajaron pacíficamente (color blanco) o derramaron su sangre (color rojo) por alcanzar los ideales anteriormente mencionados.

## Historia

### SigloXIX

La bandera de las Tres Garantías sirvió de inspiración para el diseño de la bandera de Yucatán

La bandera Trigarante de México significaba unión y armonía para representar al ejército de Agustín de Iturbide al consumarse la independencia del país. La primera franja, simbolizaba la pureza de la religión católica y era blanca; la segunda franja era verde y simbolizaba el ideal de independencia de México y la autonomía del gobierno; la tercera franja era roja y representaba el ideal de la unión de la sangre entre los indígenas, mestizos, criollos y españoles; y las estrellas representaban las tres garantías y la voluntad de cumplirlas. Éstos mismo ideales fueron retomados por los yucatecos para luchar contra el centralismo autoritario.
La bandera yucateca fue izada en el edificio del ayuntamiento de Mérida, en la "Plaza Grande" de la capital del estado de Yucatán, por primera y única vez, el 16 de marzo de 1841, como protesta contra el centralismo del México de Antonio López de Santa Anna. Nunca más el pendón fue utilizado oficialmente por las autoridades de Yucatán después de 1848.
Respecto de la bandera histórica de la república de Yucatán, Rodolfo Menéndez de la Peña, historiador, la describió así:

La bandera yucateca se dividió en dos campos: a la izquierda, uno de color verde, y a la derecha, otro con tres divisiones, de color rojo arriba y abajo y blanco en medio. En el campo o lienzo verde de la bandera se destacaban cinco estrellas que simbolizaban a los cinco departamentos en que se dividía Yucatán por Decreto del 30 de noviembre de 1840, a saber: Mérida, Izamal, Valladolid, Tekax y Campeche.

Con motivo de discrepancias entre México y los Estados Unidos, el comandante de barcos tejano Edwin W. Moore pidió al gobernador de Yucatán Santiago Méndez Ibarra que los barcos de Yucatán llevaran como distintivo su estandarte para no ser atacados. El 26 de abril de 1842 el gobernador declaró que la única bandera que tenía Yucatán era la de la nación mexicana.
El poeta Ricardo Mimenza Castillo hace a la enseña yucateca el siguiente verso: 

Fue una bandera en dos planos partida; el uno verde con sus cinco estrellas, así la fe con la esperanza unida. El rojo, del valor, después anida, y alterna con el blanco en sus querellas en el segundo plano...Qué epopeyas, vio la enseña en un tiempo preferida! Alzó esa insignia, en su robusta mano, el noble don Miguel Barbachano; yergo la defendiera en sus campañas, donde la sangre rebotara seca. Fue la vieja bandera yucateca, de cien combates y de cien hazañas...

Después de varias negociaciones con el gobierno de México, a través de Andrés Quintana Roo y luego de soslayar los problemas y diferencias con la metrópoli, las clases sociales de Yucatán pidieron la reincorporación de la península a la confederación mexicana. El historiador Lanz comenta que el 17 de agosto de 1848 el gobernador Miguel Barbachano expidió el decreto de reincorporación a México.

### SigloXX
La primera bandera estuvo muchos años en un museo de Mérida, como un recuerdo histórico. El 21 de mayo de 1915, el gobierno preconstitucional del general Salvador Alvarado la envía a la capital del país para que fuera expuesta en el Museo de Instrucción Pública.
Durante todo el siglo XX, la bandera yucateca quedó prohibida en uso, dentro de las instituciones del gobierno, solo tuvo uso de identidad y representación entre la población civil como un símbolo de recuerdo que manifestaba la yucatanidad, se le vio ondear en algunos clubes deportivos, en mítines de política y en algunas viviendas de los yucatecos.

### 

La bandera yucateca actualmente es izada con alguna frecuencia como un símbolo de carácter civil

### SigloXXI

#### Proceso de creación como bandera del estado de Yucatán
El 12 de octubre de 2022, después de haber sido utilizada 181 años atrás, la bandera de Yucatán volvió a ser ondeada en el Senado de México. 
A propuesta inicial del senador yucateco Jorge Carlos Ramírez Marín, y tras la aprobación por ambas cámaras del Congreso de la Unión, así como de más de la mitad de las Legislaturas de los estados, el 8 de mayo de 2023 fue publicado en el Diario Oficial de la Federación una reforma al artículo 116 de la Constitución Política de los Estados Unidos Mexicanos, para que las entidades federativas estén facultadas para legislar sobre sus símbolos estatales, incluyendo himnos, banderas y escudos, a fin de fomentar la historia, el patrimonio cultural y la identidad local.
Derivado de dicha reforma constitucional, el 21 de agosto de 2023, el Ejecutivo del Gobierno del Estado de Yucatán ondeó nuevamente la bandera histórica de la República de Yucatán, después de 182 años, en un acto protocolario, con la presencia de los titulares de los poderes Legislativo y Judicial. Sin embargo, el hecho de haber izado en aquél momento la bandera no le atribuyó aún el estatus de bandera oficial de la entidad federativa en términos legales, pues el Congreso del Estado de Yucatán no había expedido aún la ley correspondiente que la regulase.  
En ese sentido, el 20 de junio de 2024 el Congreso del Estado de Yucatán decretó, en respuesta a la iniciativa que le fue enviada por el poder ejecutivo del estado, adoptar esta bandera histórica como lábaro estatal de Yucatán por lo que a partir de esa resolución la bandera en cuestión toma el carácter oficial en esta entidad federativa de la nación mexicana. El 12 de agosto de 2024, fue publicado dicho decreto en el Diario Oficial del Gobierno del Estado de Yucatán, siendo sancionado e iniciando su vigencia legal el 13 de agosto de 2024.
| Evolución de la Bandera de Yucatán |                     | |
| Años                               | Bandera Estatal     | Información relevante                                                                                                 |
| 1998-2023                          |                     | (4:7) Se establece la primera bandera estatal, sin embargo; no tuvo carácter oficial.                                 |
| 2024                               | Bandera de Yucatán. | (3:5) Segunda Bandera Estatal. Adoptada oficialmente el 20 de junio de 2024, bajo el gobierno de Mauricio Vila Dosal. |